# Emil Holmgren
Emil Algot Holmgren, född den 14 maj 1866 i Stockholm, död i samma stad 22 oktober 1922, var en svensk läkare och professor.
Emil Holmgren var son till August Holmgren. Han blev student 1886, medicine kandidat 1893, medicine licentiat 1898 och medicine doktor 1899 samt samma år docent, 1901 extra ordinarie professor i histologi vid Karolinska institutet samt 1910 ordinarie professor i histologi vid nämnda institut. 
Redan som student offentliggjorde Holmgren flera avhandlingar i zoologi och anatomi, såsom Bidrag till kännedomen om de skandinaviska fåglarnes osteologi (1891), Om körtelinnervationer och körtelkapellarer hos lepidopterlarver (1893), Studier öfver hudens och de körtelartade hudorganens morfologi hos skandinaviska lepidopterlarver (1895). Sedan han 1899 utgivit doktorsavhandlingen Zur Kenntnis der Spinalganglienzellen von Lophius piscatorius, ägnade han sig huvudsakligen åt histologi och gjorde där många viktiga undersökningar, bland vilka märks Studien in der feineren Anatomie der Nervenzellen (1900), Beiträge zur Morphologie der Zelle (1901, 1904), Weiteres über das Trophospongium der Nervenzellen (1902), Ueber die Trophospongien der quergestreiften Muskelfasern (1907), Ueber die Sarkoplasmakörner quergestreifter Muskelfasern (1907). Vidare kan särskilt nämnas Lärobok i histologi (med 742 originalmikrofotografier, 1920), ett i sitt slag enastående arbete. Han tecknade eller målade även konstnärliga väggplanscher till sina föreläsningar.
På sin 50-årsdag hedrades Holmgren med en vetenskaplig festskrift med 26 uppsatser av 30 kollegor och lärjungar. Han blev ledamot av Vetenskapsakademien 1914. För Nordisk familjebok skrev han ett stort antal artiklar, flera med av honom tecknade figurer. Han var även musikaliskt begåvad, tidigt skolad kompositör även av kammarmusik.